# Henry Radclyffe (2e comte de Sussex)
Henry Radclyffe, 2e comte de Sussex (également orthographié "Radcliffe") (1507 - 17 février 1557) est un noble anglais.

## Biographie
Il est le fils de Robert Radcliffe (1er comte de Sussex) et de son épouse Elizabeth Stafford, comtesse de Sussex.
Le 27 novembre 1542, son père meurt et Henry lui succède en tant que comte de Sussex. Sa cousine au second degré Marie Ire le crée chevalier de la Jarretière en 1554, aux côtés du futur Philippe II d'Espagne, Emmanuel Philibert, duc de Savoie et William Howard (1er baron Howard d'Effingham).
Il épouse Elizabeth Howard, une fille de Thomas Howard (2e duc de Norfolk) et de sa seconde épouse Agnès Tilney. Ils ont deux fils :
- Thomas Radclyffe (3e comte de Sussex) (vers 1525 – 9 juin 1583).
- Henry Radclyffe (4e comte de Sussex) (vers 1532-1593).

La pairie complète donne la date du décès de sa première femme au 18 septembre 1534. La pairie de Burke s'accorde sur la date mais change l'année en 1537. De toute façon, Henry ne reste pas veuf longtemps.
Il épouse en secondes noces Anne Calthorpe. Le mariage se termine par un divorce ou une annulation en 1555, mais ils ont deux enfants connus :
- Egremont Radclyffe (en) (mort en 1578). Il participe au soulèvement du Nord mais s'enfuit en Europe continentale après son échec. Il est exécuté à Namur, accusé d'avoir tenté d'empoisonner Jean d'Autriche.
- Frances Radclyffe (en) (morte en 1602). Mariée à Thomas Mildmay, dont elle a deux fils.

Il meurt le 17 février 1557 à Channel Row, Westminster (maintenant connu sous le nom de Canon Row).